# Labeo cyclopinnis
Labeo cyclopinnis és una espècie de peix de la família (biologia)|família dels ciprínids i de l'ordre dels cipriniformes c¡que habita al curs mitjà del riu Congo i riu Ubangui.
Els mascles poden assolir els 10,8 cm de longitud total.